# Fotografía en blanco y negro

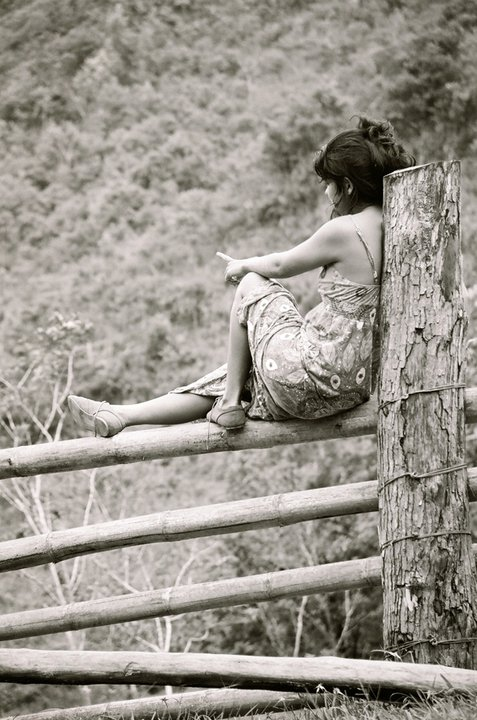
Campiña, fotografía en blanco y negro.

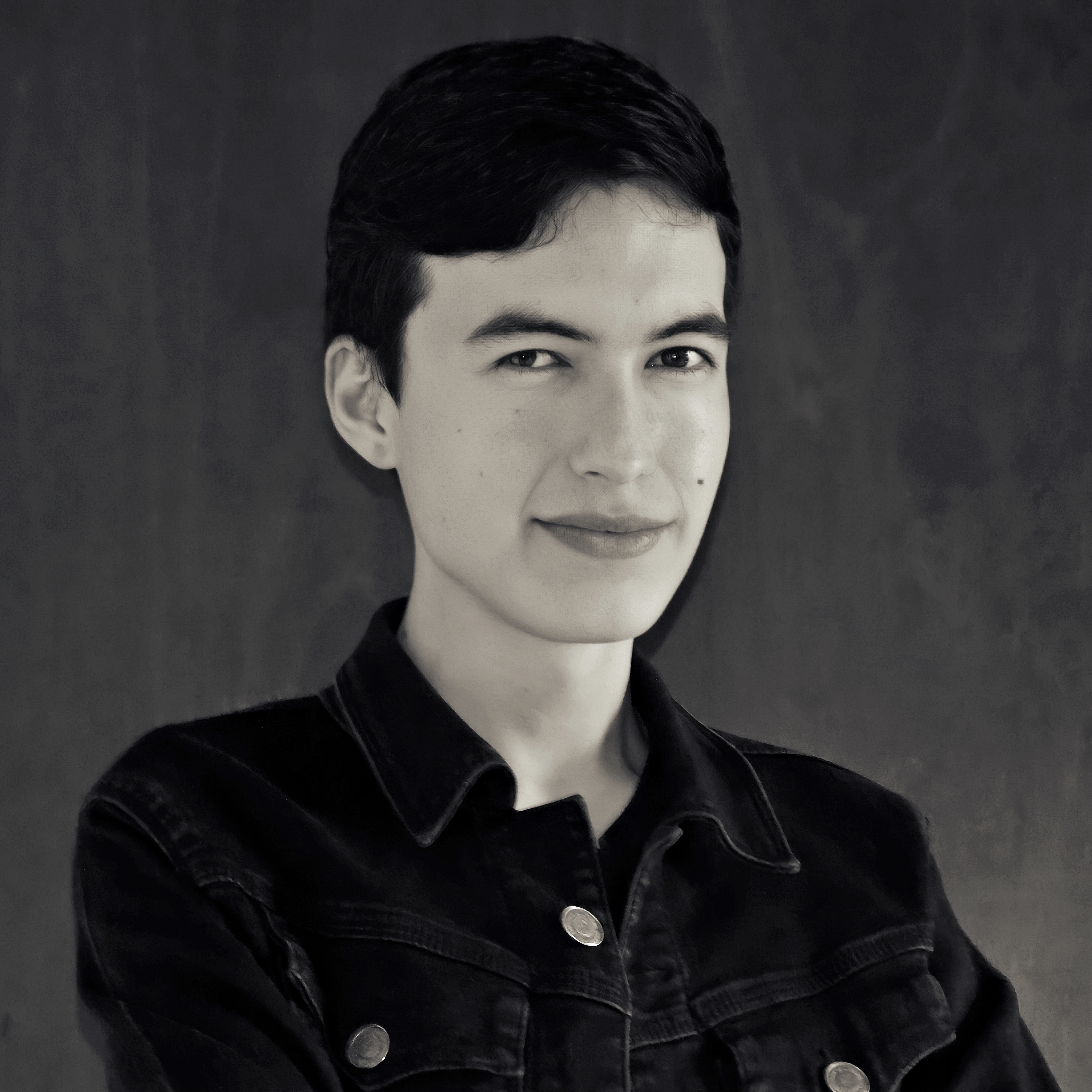
Varón joven, fotografía en blanco y negro.

La fotografía en blanco y negro es una frase adjetiva utilizada sobre todo en el cine y la fotografía para describir varias formas de tecnología visual. La fotografía en blanco y negro se caracteriza por la ausencia de colorido, debido a su naturaleza química, que se compone de haluros de plata. En un primer paso, la película se expone a una determinada cantidad de luz en una cámara oscura o fotográfica, con lo que se obtiene una imagen latente que aún no se puede ver. Se revela con líquidos especiales, y puede pasarse por un baño de paro, con lo que se obtiene la imagen. Por último se fija la imagen, para que sea químicamente estable y no reaccione ante la luz ni ante otros agentes exteriores.

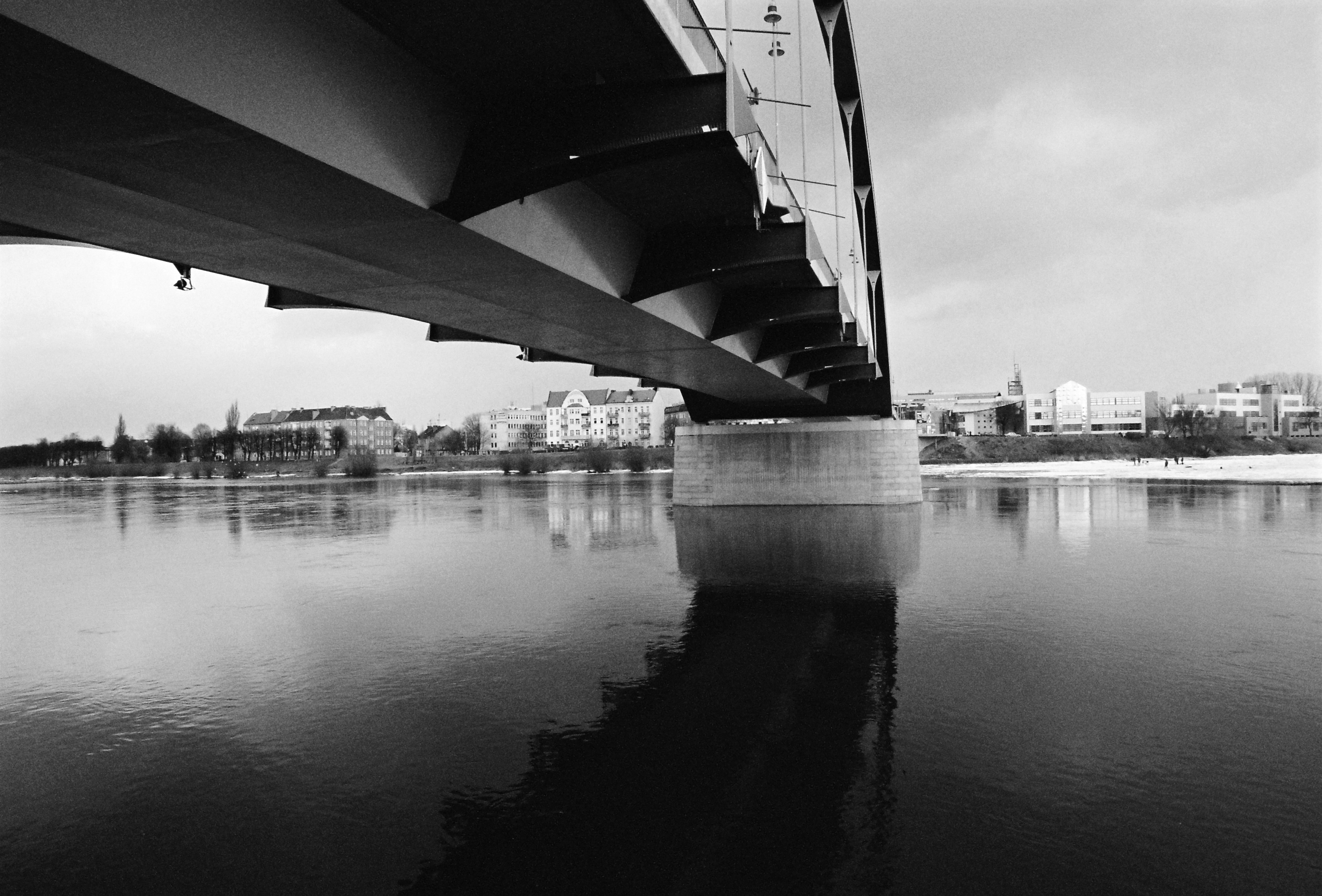
Puente sobre el río Oder, Fráncfort.

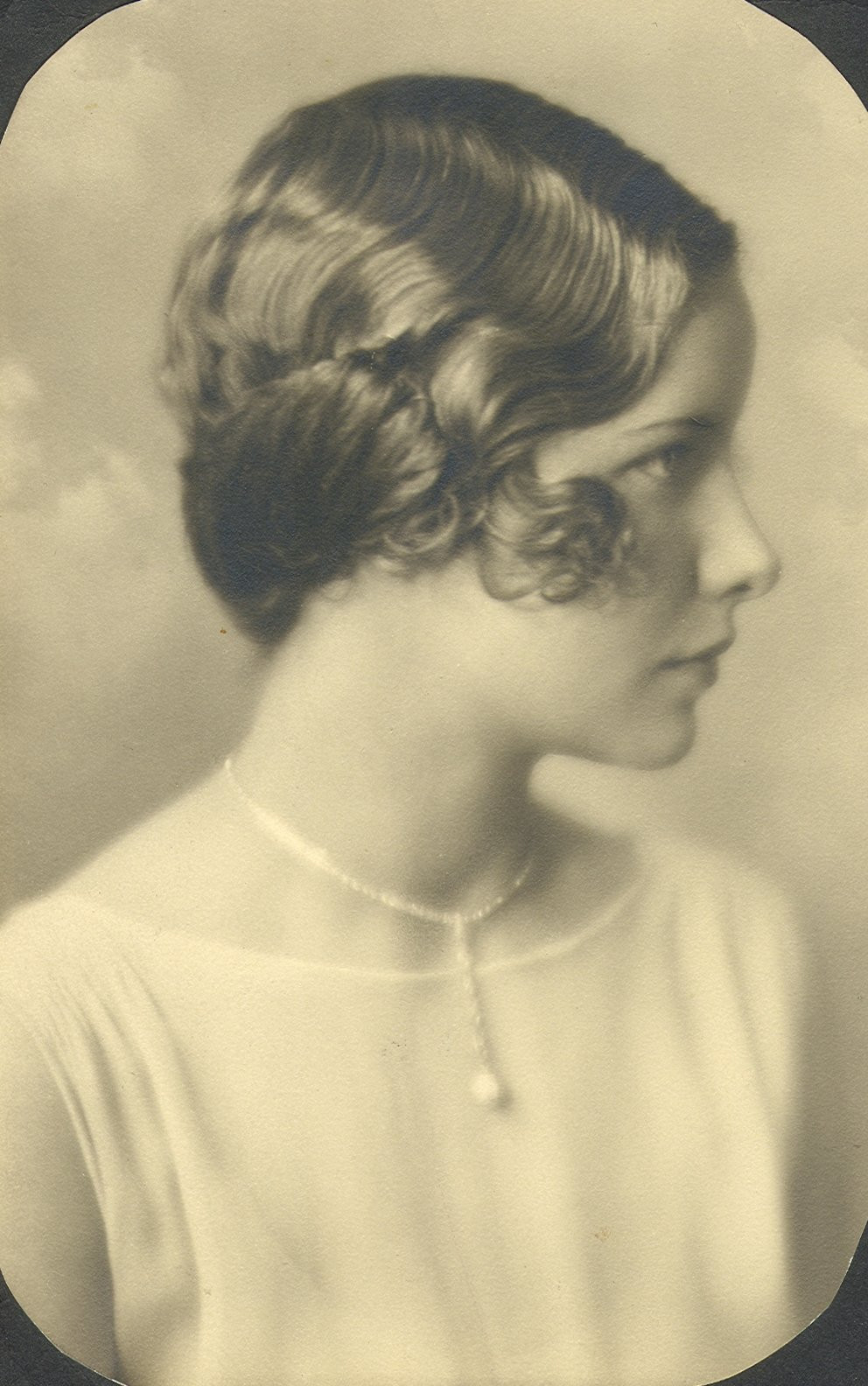
Foto de mujer, 1928.

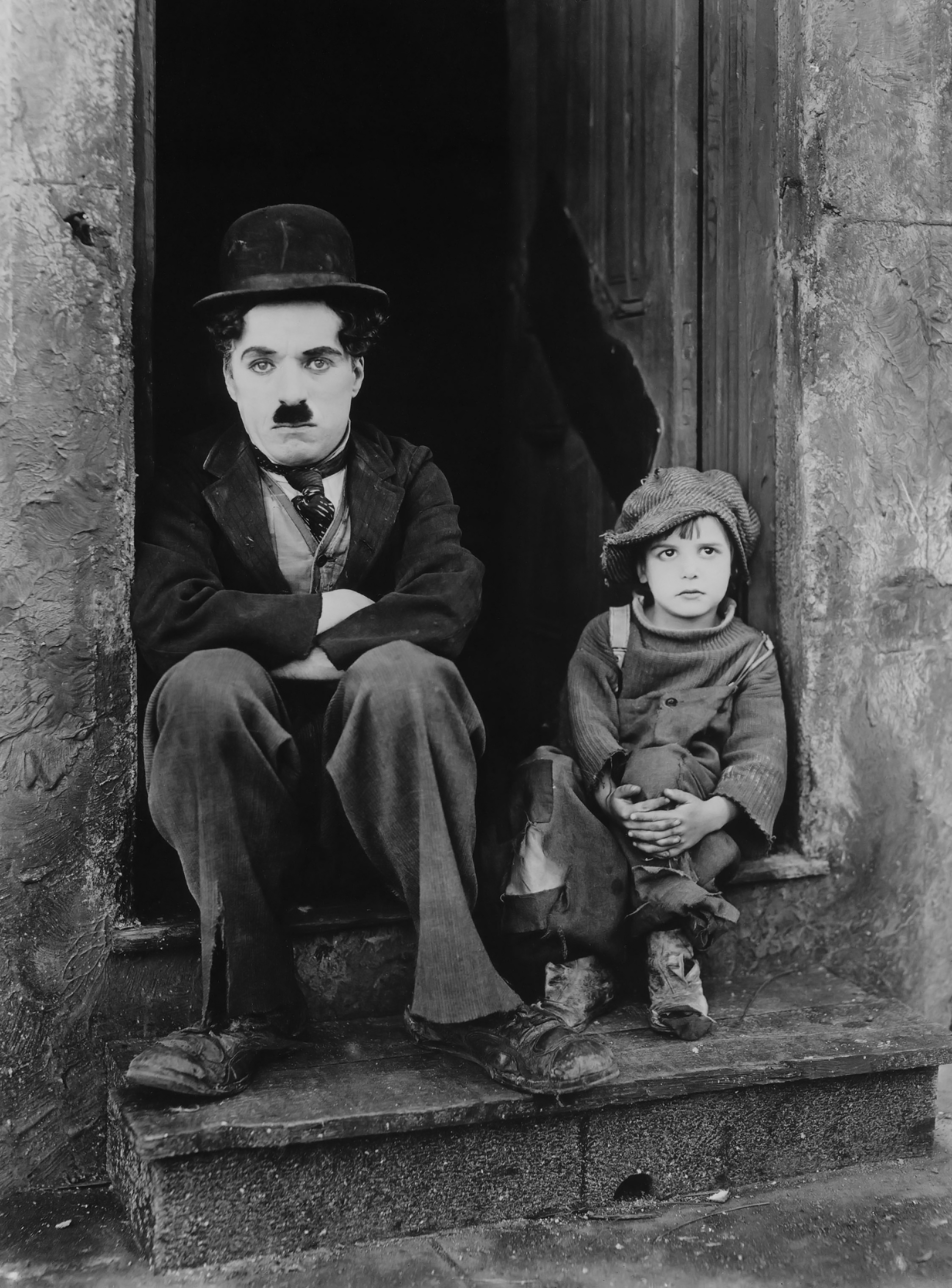
Charles Chaplin y Jackie Coogan en El chico (1921).

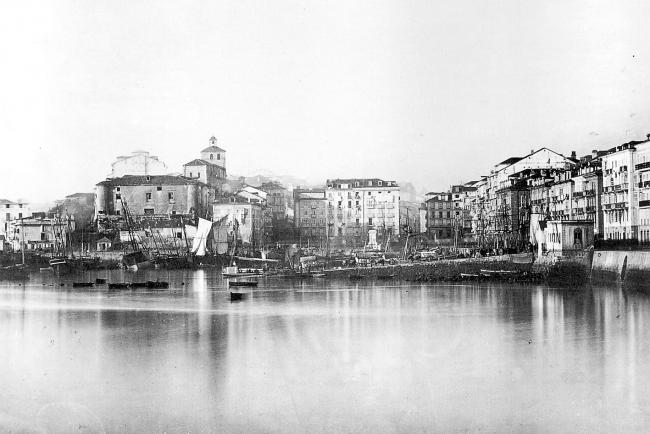
El puerto de la ciudad española de Santander en 1867 por J. Laurent.

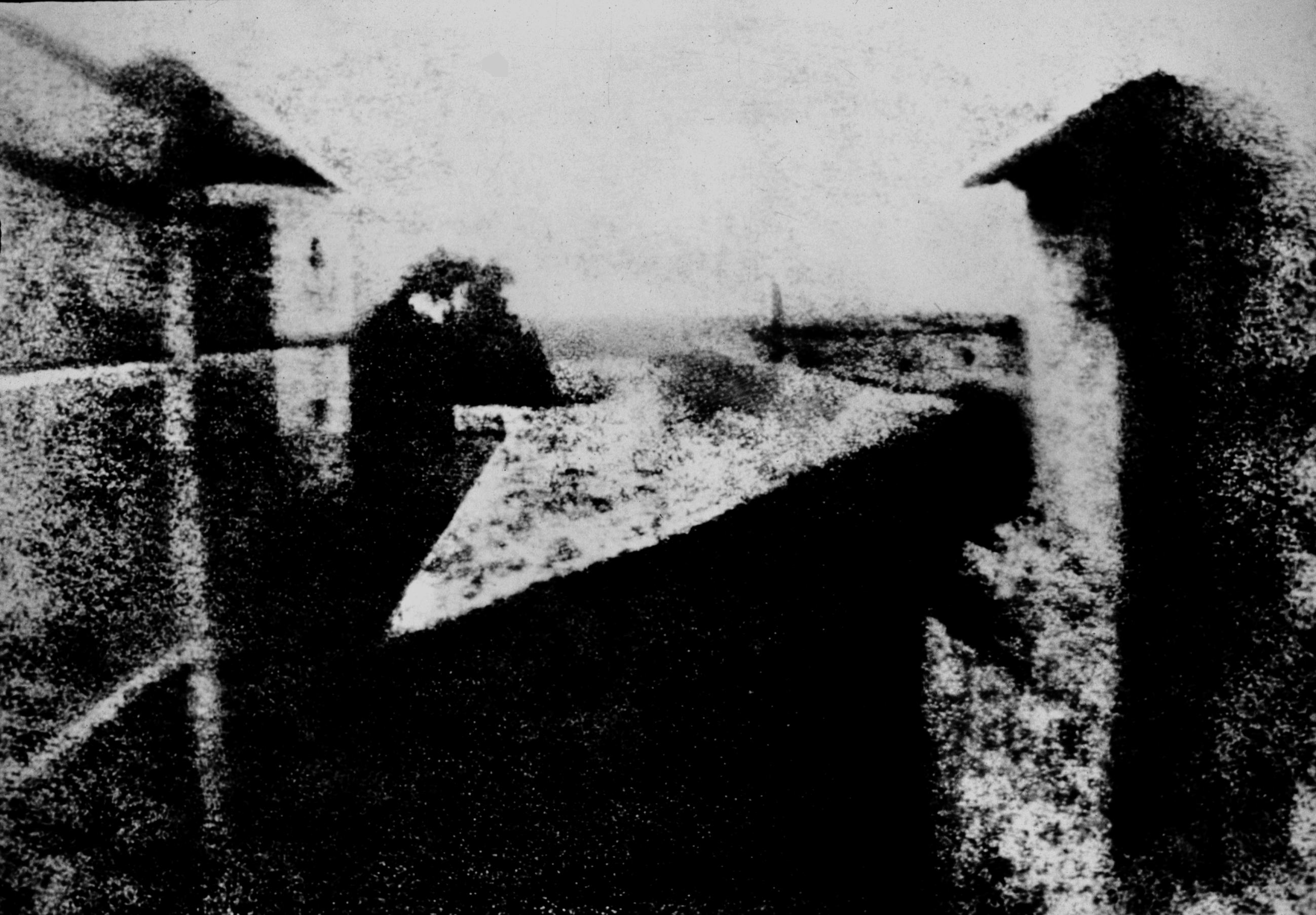
Vista desde la ventana en Le Gras. La más antigua fotografía conocida.

Hasta la década de 1970, las fotografías en blanco y negro eran el estándar de las tomas fotográficas de entonces. Muchas formas de tecnología visual se han desarrollado inicialmente en blanco y negro y han evolucionado paulatinamente para incluir color. Se usa la expresión "blanco y negro", aun cuando en ocasiones las tecnologías visuales en cuestión incluyen varios matices de gris, además del blanco y el negro, o cuando se utiliza blanco y matices de un solo color, como el sepia.
Al contar con tecnología para hacer imágenes en color, la fotografía en blanco y negro se continúa utilizando debido a diferentes cualidades que solo ella ofrece, sobre todo el hecho de que la ausencia de color permite al espectador concentrarse en la forma y relación de lo fotografiado, sin tomar en cuenta los colores de los objetos. Para que una fotografía en blanco y negro se considere buena, debe entrar en lo que se conoce como sistema de zonas, que consiste, a grandes rasgos, en que la fotografía tenga toda la gama de grises, desde el blanco más blanco hasta el negro más negro. El sistema de zonas es una técnica de blanco y negro diseñada por el fotógrafo Ansel Adams.
Entre los pioneros de la fotografía en blanco y negro en España destacan Xavier Miserachs, Ricard Terré y Oriol Maspons, además de Ramón Masats.[cita requerida] Uno de los grandes maestros de la fotografía en blanco y negro fue el reconocido Henri Cartier-Bresson. El blanco y negro no solo se encuentra en la fotografía, sino también en películas y cortometrajes, algunos de los cuales han pasado a ser obras del séptimo arte.

## Elementos de la fotografía en blanco y negro

### La luz
En la fotografía, la luz es el elemento más importante en la construcción de imágenes. Son relevantes dentro de este concepto procedimientos relacionados con la descomposición y la desviación de la luz, los cuales nos permiten relacionar la fotografía con la ciencia, ya que es de esta última de donde retoma aspectos visuales, tratamientos químicos y fenómenos ópticos para lograr la formación de imágenes.

## Historia de la fotografía en blanco y negro

### Materiales fotosensibles[1]
El descubrimiento de las sustancias fotosensibles se remonta a muchos años de antigüedad. El hombre observó por ejemplo que al retirar un objeto dejado durante algún tiempo sobre una hoja verde, ésta conservaba la silueta del objeto. Durante la Edad Media los alquimistas en realidad ya conocían el efecto de la luz sobre el cloruro de plata, y los primeros experimentos datan del siglo XVII. Robert Boyle en 1663 describía que el cloruro de plata se vuelve negro al exponerse a la luz, aunque lo achacó al efecto oxidativo del aire, y en 1757 Giovanni Battista demostró que este efecto era debido a la acción de la luz. A partir de entonces los estudios sobre la naturaleza de la luz fueron 
completándose, y se realizaron los primeros esfuerzos para fijar imágenes y dibujos por medio de la luz, pero estos acababan por degradarse.

### La cámara oscura[1]
El descubrimiento de los principios de la cámara oscura se ha atribuido a Mo-Tzum, en la China de hace 25 siglos, a Aristóteles (300 a. C.), al erudito árabe Ibn al Haitam (1000), al inglés Bacín (1250), etc., pero no dejan de ser meras especulaciones.
La primera descripción completa e ilustrada sobre el funcionamiento de la cámara oscura, aparece en los manuscritos de Leonardo da Vinci (1452-1519). En el siglo XVI era utilizada por los artistas italianos como instrumento para dibujar. Las había portátiles, para dibujar paisajes, y de interior. William Hyde Wollaston inventa en 1806 la cámara clara o lúcida (instrumento que aún se utiliza hoy para dibujar).
Fue Joseph-Nicéphore Niepce (n 1765) quién consiguió las primeras imágenes negativas en 1816, utilizando papel tratado con cloruro de plata, pero se obstinó en lograr directamente imágenes positivas y además no consiguió fijar la imagen obtenida. Las primeras imágenes positivas directas las logró utilizando placas de peltre (aleación de zinc, estaño y plomo) recubiertas de betún de Judea y fijadas con aceite de lavanda. Con este sistema y utilizando una cámara oscura modificada, impresionó en 1827 una vista del patio de su casa, que se considera la primera fotografía permanente de la historia. A este procedimiento le llamó heliografía.

### El daguerrotipo[1]
Louis Jacques Mandè Daguerre, veinte años más joven que Niepce y famoso pintor, estaba interesado en la forma de fijar la luz con su cámara oscura y al enterarse de los trabajos de Niepce le escribió para conocer sus métodos pero este se negaba con evasivas; tras visitarle varias veces e intentar convencerlo para asociarse, dio por inútiles sus intentos y se lanzó a investigar tenazmente. En 1835 publicó sus primeros resultados del proceso que llamó daguerrotipo, 
consistente en láminas de cobre plateadas y tratadas con vapores de Yodo y yoduro de plata durante 1 hora. Redujo además los tiempos de exposición a 15 o 30 minutos, consiguiendo una imagen apenas visible, que posteriormente revelaba en vapores calientes de mercurio y fijaba lavando con agua caliente con sal, aunque el verdadero fijador no lo consiguió hasta dos años más tarde, el sulfito de sodio. Algunos de los daguerrotipos que produjo se conservan aún en la actualidad.

### Fotografía en blanco y negro en la actualidad
La fotografía en blanco y negro es utilizada en algunos fotógrafos para la realización de sus trabajos. Es común encontrar fotógrafos que siguen trabajando con procedimientos análogos en la obtención de sus imágenes. Lo que demuestra que la historia de la fotografía en blanco y negro es una historia que continúa y continuará vigente en nuestro tiempo.
Actualmente, las cámaras digitales han sustituidos casi completamente a las cámaras de fotografía analógicas convencionales. Sin embargo éstas permiten hacer fotos en blanco y negro.
Muchas cámaras digitales tienen la opción de hacer fotos en B/N (o incluso pueden aplicar un efecto "sepia" que hace que las fotos parezcan más antiguas aún).
Pero también es posible hacerlo a posteriori, utilizando una imagen en color y, mediante un editor fotográfico, pasarla a B/N.
Una de las formas de conseguirlo es utilizar la opción de "bondage".
La técnica digital ha abierto una puerta cerrada hasta ahora: la posibilidad de intervenir en el color con la misma facilidad que en el B/N.[cita requerida]